# Sergatsch
Sergatsch (russisch Сергач) ist eine Stadt in der Oblast Nischni Nowgorod (Russland) mit 21.386 Einwohnern (Stand 14. Oktober 2010).

## Geografie
Die Stadt liegt etwa 150 km südöstlich der Oblasthauptstadt Nischni Nowgorod an der Pjana, einem linken Nebenfluss der in die Wolga mündenden Sura.
Sergatsch ist Verwaltungszentrum des gleichnamigen Rajons.

## Geschichte
Ein Ort mit Namen Sergaewskaja tauchte erstmals in Nischni Nowgoroder Verwaltungsbüchern des Jahres 1618 auf. Die Bezeichnung wurde vermutlich von der mordwinischen Form Serga des russischen Namens Sergei abgeleitet.
Die erste urkundliche Erwähnung als Dorf Sergatsch stammt aus dem Jahr 1649.
1779 wurde das Stadtrecht als Verwaltungszentrum eines Kreises (Ujesds) verliehen.

### Bevölkerungsentwicklung
| Jahr | Einwohner |
| ---- | --------- |
| 1897 | 4.530     |
| 1926 | 2.300     |
| 1939 | 5.349     |
| 1959 | 8.208     |
| 1970 | 22.509    |
| 1979 | 24.387    |
| 1989 | 25.231    |
| 2002 | 22.887    |
| 2010 | 21.386    |

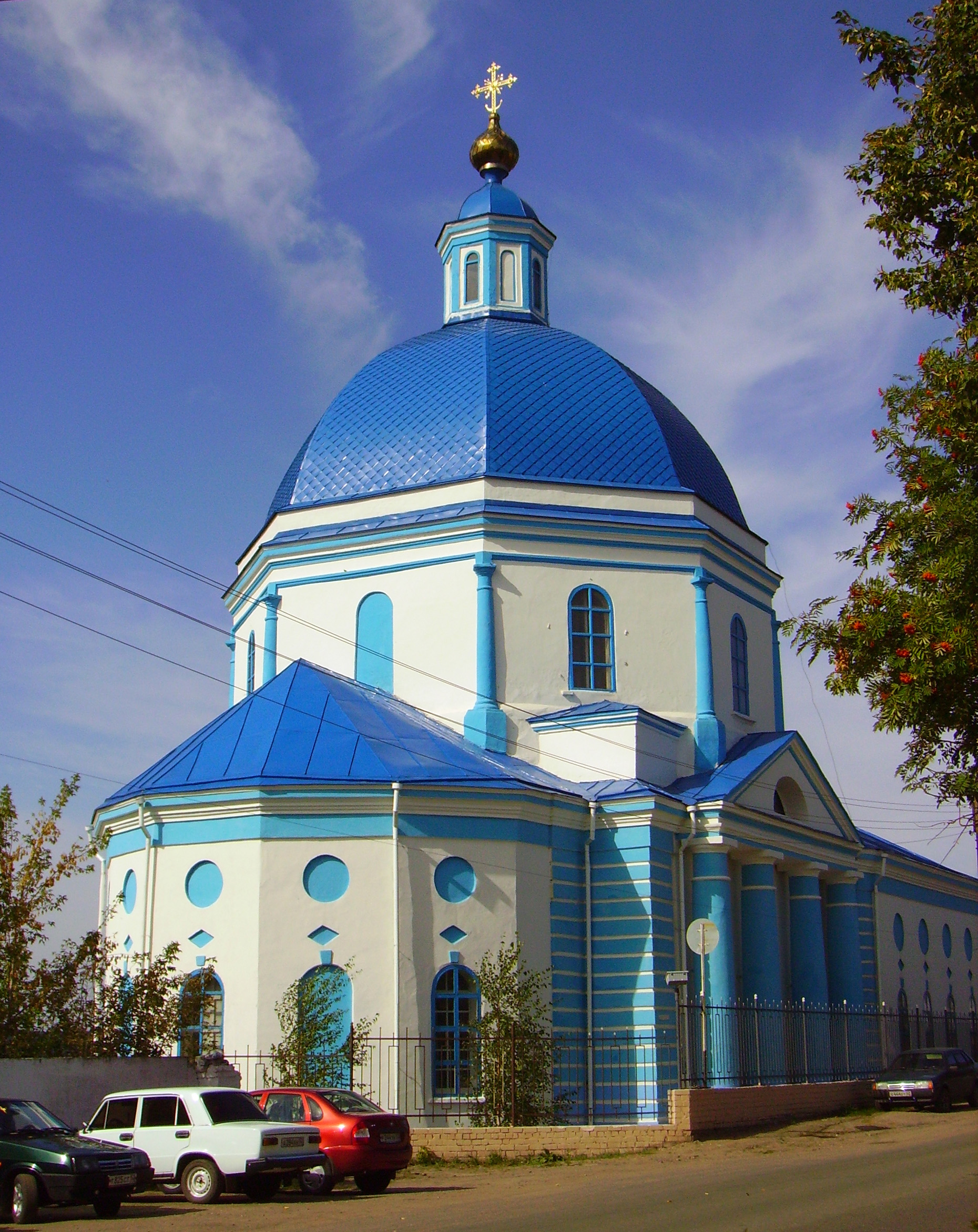
Wladimir-Kathedrale in Sergatsch

Anmerkung: Volkszählungsdaten (1926–1939 gerundet)

## Kultur und Sehenswürdigkeiten
In Sergatsch sind die Kathedrale der Ikone der Gottesmutter von Wladimir, kurz Wladimir-Kathedrale (Владимирский собор/Wladimirski sobor) von 1820 und die Johannes-Kirche (церковь Иоанна Милостивого/zerkow Ioanna Milostiwogo) von 1831 erhalten. Das Bahnhofsgebäude von Anfang des 20. Jahrhunderts befindet sich praktisch im Ursprungszustand.
Die Stadt besitzt ein Heimatmuseum.
Im nahen Dorf Andrejewka steht eine alte Moschee, in Lopatino die Nikolai-Kirche (Никольская церковь/Nikolskaja zerkow).

## Wirtschaft und Infrastruktur
In Sergatsch gibt es Betriebe des Gerätebaus, der Lebensmittel- (Zuckerfabrik) und Textilindustrie.
Die Stadt liegt an der auf diesem Abschnitt 1918 eröffneten Eisenbahnstrecke Moskau–Arsamas–Kasan (Streckenkilometer 524).
Sergatsch ist 8 km südlich des Stadtzentrums an die Fernstraße M12 Wostok angeschlossen.